# Agano (Niigata)
Agano (jap. 阿賀野市 Agano-shi) ist eine Stadt im Landesinneren der Präfektur Niigata auf Honshū, der Hauptinsel von Japan.

## Geographie
Agano liegt westlich von Shibata und östlich von Niigata.

## Geschichte
Die Stadt Agano wurde am 1. April 2004 aus den ehemaligen Städten Yasuda und Suibara, sowie den Dörfern Kyōgase und Sasagami aus dem Landkreis Kitakambara gegründet.

## Weblinks

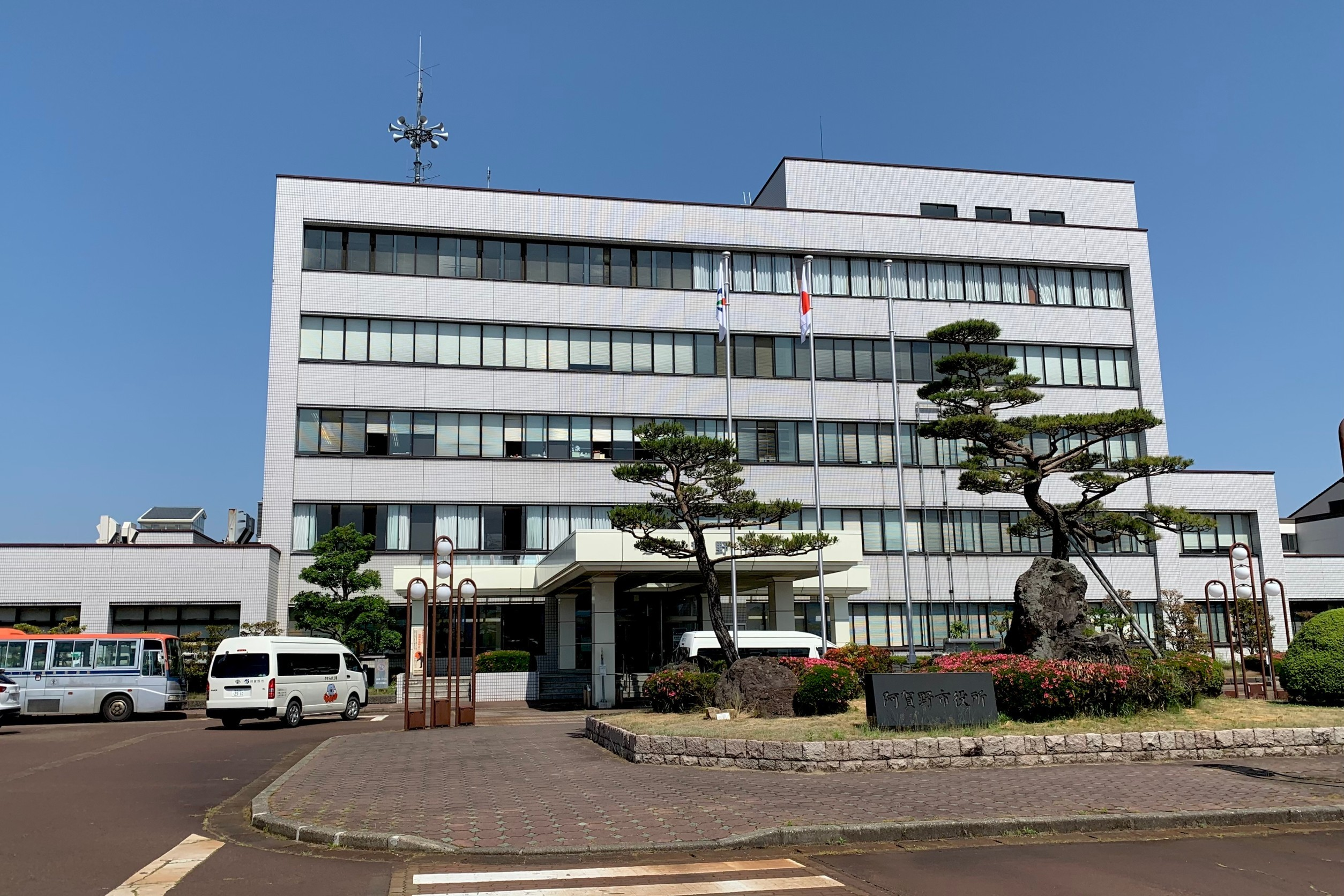
Rathaus

## Verkehr
- Zug:
  - JR-Uetsu-Hauptlinie
- Straße:
  - Banetsu-Autobahn
  - Nationalstraße 49, 290, 459, 460

## Angrenzende Städte und Gemeinden
- Niigata
- Gosen
- Shibata
- Aga